# Glinka (film)
Glinka (russisk: Глинка) er en sovjetisk biografisk film fra 1946 instrueret af Leo Arnsjtam.
Filmen handler om den russiske komponist Mikhail Glinka. Filmen modtog Stalinprisen af 2. grad i 1947 og indgik i konkurrencen ved Filmfestivalen i Cannes i 1947.

## Medvirkende
- Boris Tjirkov som Mikhail Glinka
- Valentina Serova som Marija Ivanova-Glinka
- Klavdija Polovikova som Luiza Ivanova
- Vasilij Merkurjev som Jakob Ulanov
- Kira Golovko som Anna Kern